# Mercedes F1 W07 Hybrid
La Mercedes F1 W07 Hybrid è una monoposto di Formula 1 realizzata dalla Mercedes per gareggiare nel campionato mondiale di Formula 1 2016. È stata l'assoluta dominatrice della stagione 2016, con 19 vittorie, 33 podi, 20 pole position, 8 doppiette e 9 giri veloci in 21 gare, consacrando di fatto la W07 Hybrid come una delle monoposto più vincenti di questa disciplina sportiva.

## Livrea
La colorazione rimane la classica delle monoposto Mercedes precedenti. Il colore predominante è il grigio con le fiancate di un azzurro più evidente per risaltare lo sponsor Petronas che ora appare anche ai lati dell'abitacolo, in conseguenza dell'abbandono dello sponsor BlackBerry. Rispetto alla Mercedes F1 W06 è messa in risalto maggiormente la presenza del colore nero.

## Caratteristiche
La monoposto è sostanzialmente simile a quella dello scorso anno. La parte anteriore ricalca quella della precedente monoposto. Nella prima parte del mondiale il muso viene modificato due volte (viene appuntito e con i sostegni ravvicinati) per ospitare meglio l'S-Duct. I deviatori sono cambiati per indirizzare meglio i flussi aria sotto la monoposto nella zona centrale dove si trova lo scalino di legno. Inoltre per migliorare l’andamento del flusso aria sotto la vettura ci sono anche nuovi deflettori laterali. La presa d'aria situata sopra la testa il pilota è stata maggiorata e presenta un aspetto ovoidale ed è stato suddiviso in più zone. Modificato anche il sostegno tra cockpit e airscope ora curvo e non rettilineo come nel 2015. Per quanto riguarda gli i deviatori di flusso a lato e al di sopra delle pance, Mercedes ha inserito ora un ponte anche nella parte centrale e interna di tali componenti aerodinamici. Tutto ciò per migliorare la qualità del flusso in arrivo dapprima sulle pance, e poi nella parte posteriore della vettura.
La Mercedes ha lavorato molto anche sulla disposizione dei radiatori all’interno delle pance e del cofano motore; si può infatti notare come anche Mercedes ora si chiuda prima verso l’interno nella parte bassa per cercare di liberare gran parte della zona centrale del fondo al di sotto del cambio. Tutto ciò viene fatto per massimizzare la portata di aria nella parte centrale del diffusore, parte fondamentale per la corretta generazione di carico aerodinamico al posteriore. 
Le modifiche più evidenti si notano nella parte posteriore. Le fiancate presentano un diverso disegno e durante la stagione adottano una soluzione svasata; inoltre il posteriore è stato snellito e presenta dimensioni minori per ottimizzare i flussi aerodinamici.
Al cofano motore sono state apportate modifiche nella parte della pinna, componente utile a stabilizzare il flusso diretto verso l’ala posteriore che ora risulta essere meno accentuata e anche alla fine dove sono state modificate leggermente le feritoie di sfogo dell’aria calda. I tubi di scarico sono tre, due dei quali dedicati all’espulsione dei gas di scarico proveniente dalla valvola wastegate.

## Sviluppi stagionali
Il team ha continuato a migliorare la F1 W07 Hybrid nel corso della stagione. L'S-duct rimane sviluppato da Mercedes per migliorare l'efficienza del flusso d'aria dalla parte anteriore della vettura al retro del telaio senza grosse interruzioni. Per il Gran Premio del Canada sono stati apportati numerosi miglioramenti tra cui dei nuovi turning vanes sotto il telaio e delle modifiche all'ala anteriore per migliorare il flusso d'aria all'esterno delle ruote della vettura. È stata introdotta in occasione del la gara canadese anche una nuova ala posteriore per consentire velocità massime superiori ai 350 chilometri orari riducendo la resistenza, producendo un carico aerodinamico maggiore.
Mercedes ha provato un design innovativo durante il Gran Premio di Singapore con il terzo elemento di sospensione idraulico alloggiato trasversalmente nella paratia del telaio superiore. I dischi dei freni rivisti con superficie concava sono stati sviluppati durante la stagione, dissipando il calore in modo efficiente e mantenendo costanti le temperature degli pneumatici. 

## Scheda tecnica
| Caratteristiche tecniche - Mercedes F1 W07 Hybrid      | Caratteristiche tecniche - Mercedes F1 W07 Hybrid | Caratteristiche tecniche - Mercedes F1 W07 Hybrid | Caratteristiche tecniche - Mercedes F1 W07 Hybrid | Caratteristiche tecniche - Mercedes F1 W07 Hybrid | Caratteristiche tecniche - Mercedes F1 W07 Hybrid |
| ------------------------------------------------------ | --- | --- | --- | --- | --- |
|                                                        | | | | | |
| Configurazione                                         | | | | | |
| Carrozzeria: monoposto                                 | Carrozzeria: monoposto | Posizione motore: centrale | Posizione motore: centrale | Trazione: posteriore | Trazione: posteriore |
| Dimensioni e pesi                                      | | | | | |
| Ingombri (lungh.×largh.×alt. in mm): 5000 × 1800 × 950 | Ingombri (lungh.×largh.×alt. in mm): 5000 × 1800 × 950 | Ingombri (lungh.×largh.×alt. in mm): 5000 × 1800 × 950 | Ingombri (lungh.×largh.×alt. in mm): 5000 × 1800 × 950 | Diametro minimo sterzata: | Diametro minimo sterzata: |
| Posti totali: 1                                        | Posti totali: 1 | Bagagliaio: | Bagagliaio: | Serbatoio: 100 kg = 140 l | Serbatoio: 100 kg = 140 l |
| Masse                                                  | / in ordine di marcia: 702 kg | / in ordine di marcia: 702 kg | / in ordine di marcia: 702 kg | / in ordine di marcia: 702 kg | / in ordine di marcia: 702 kg |
| Meccanica                                              | | | | | |
| Tipo motore: Mercedes-Benz PU106C Hybrid V6 90°        | Tipo motore: Mercedes-Benz PU106C Hybrid V6 90° | Tipo motore: Mercedes-Benz PU106C Hybrid V6 90° | Cilindrata: 1600 cm³ | Cilindrata: 1600 cm³ | Cilindrata: 1600 cm³ |
| Distribuzione: pneumatica                              | Distribuzione: pneumatica | Distribuzione: pneumatica | Alimentazione: 500 bar – diretta | Alimentazione: 500 bar – diretta | Alimentazione: 500 bar – diretta |
| Prestazioni motore                                     | Potenza: 840 CV + 160 del sistema ERS | Potenza: 840 CV + 160 del sistema ERS | Potenza: 840 CV + 160 del sistema ERS | Potenza: 840 CV + 160 del sistema ERS | Potenza: 840 CV + 160 del sistema ERS |
| Accensione: elettronica Magneti Marelli statica        | Accensione: elettronica Magneti Marelli statica | Accensione: elettronica Magneti Marelli statica | Impianto elettrico: Magneti Marelli | Impianto elettrico: Magneti Marelli | Impianto elettrico: Magneti Marelli |
| Frizione: multidisco                                   | Frizione: multidisco | Frizione: multidisco | Cambio: longitudinale Mercedes, 8 marce + retromarcia, con comando semiautomatico elettronico sequenziale | Cambio: longitudinale Mercedes, 8 marce + retromarcia, con comando semiautomatico elettronico sequenziale | Cambio: longitudinale Mercedes, 8 marce + retromarcia, con comando semiautomatico elettronico sequenziale |
| Telaio                                                 | | | | | |
| Corpo vettura                                          | in materiale composito a nido d'ape con fibra di carbonio | in materiale composito a nido d'ape con fibra di carbonio | in materiale composito a nido d'ape con fibra di carbonio | in materiale composito a nido d'ape con fibra di carbonio | in materiale composito a nido d'ape con fibra di carbonio |
| Sospensioni                                            | anteriori: indipendenti a tirante e molla di torsione anteriore/posteriore / posteriori: indipendenti a tirante e molla di torsione anteriore/posteriore | anteriori: indipendenti a tirante e molla di torsione anteriore/posteriore / posteriori: indipendenti a tirante e molla di torsione anteriore/posteriore | anteriori: indipendenti a tirante e molla di torsione anteriore/posteriore / posteriori: indipendenti a tirante e molla di torsione anteriore/posteriore | anteriori: indipendenti a tirante e molla di torsione anteriore/posteriore / posteriori: indipendenti a tirante e molla di torsione anteriore/posteriore | anteriori: indipendenti a tirante e molla di torsione anteriore/posteriore / posteriori: indipendenti a tirante e molla di torsione anteriore/posteriore |
| Freni                                                  | anteriori: a disco autoventilanti in carbonio Brembo (anteriori e posteriori) e sistema di controllo elettronico sui freni posteriori / posteriori: a disco autoventilanti in carbonio Brembo (anteriori e posteriori) e sistema di controllo elettronico sui freni posteriori | anteriori: a disco autoventilanti in carbonio Brembo (anteriori e posteriori) e sistema di controllo elettronico sui freni posteriori / posteriori: a disco autoventilanti in carbonio Brembo (anteriori e posteriori) e sistema di controllo elettronico sui freni posteriori | anteriori: a disco autoventilanti in carbonio Brembo (anteriori e posteriori) e sistema di controllo elettronico sui freni posteriori / posteriori: a disco autoventilanti in carbonio Brembo (anteriori e posteriori) e sistema di controllo elettronico sui freni posteriori | anteriori: a disco autoventilanti in carbonio Brembo (anteriori e posteriori) e sistema di controllo elettronico sui freni posteriori / posteriori: a disco autoventilanti in carbonio Brembo (anteriori e posteriori) e sistema di controllo elettronico sui freni posteriori | anteriori: a disco autoventilanti in carbonio Brembo (anteriori e posteriori) e sistema di controllo elettronico sui freni posteriori / posteriori: a disco autoventilanti in carbonio Brembo (anteriori e posteriori) e sistema di controllo elettronico sui freni posteriori |
| Pneumatici                                             | Pirelli / Cerchi: O.Z. da 13 in | Pirelli / Cerchi: O.Z. da 13 in | Pirelli / Cerchi: O.Z. da 13 in | Pirelli / Cerchi: O.Z. da 13 in | Pirelli / Cerchi: O.Z. da 13 in |
| Altro                                                  | | | | | |
| Energia batteria (a giro) 4 MJ                         | Sistema ERS | Sistema ERS | Sistema ERS | Sistema ERS | Sistema ERS |
| Potenza MGU-K: 120 kW                                  | Giri max MGU-K: 50 000 giri/min Giri max MGU-H: 125 000 giri/min | Giri max MGU-K: 50 000 giri/min Giri max MGU-H: 125 000 giri/min | Giri max MGU-K: 50 000 giri/min Giri max MGU-H: 125 000 giri/min | Giri max MGU-K: 50 000 giri/min Giri max MGU-H: 125 000 giri/min | Giri max MGU-K: 50 000 giri/min Giri max MGU-H: 125 000 giri/min |

## Carriera agonistica

### Test

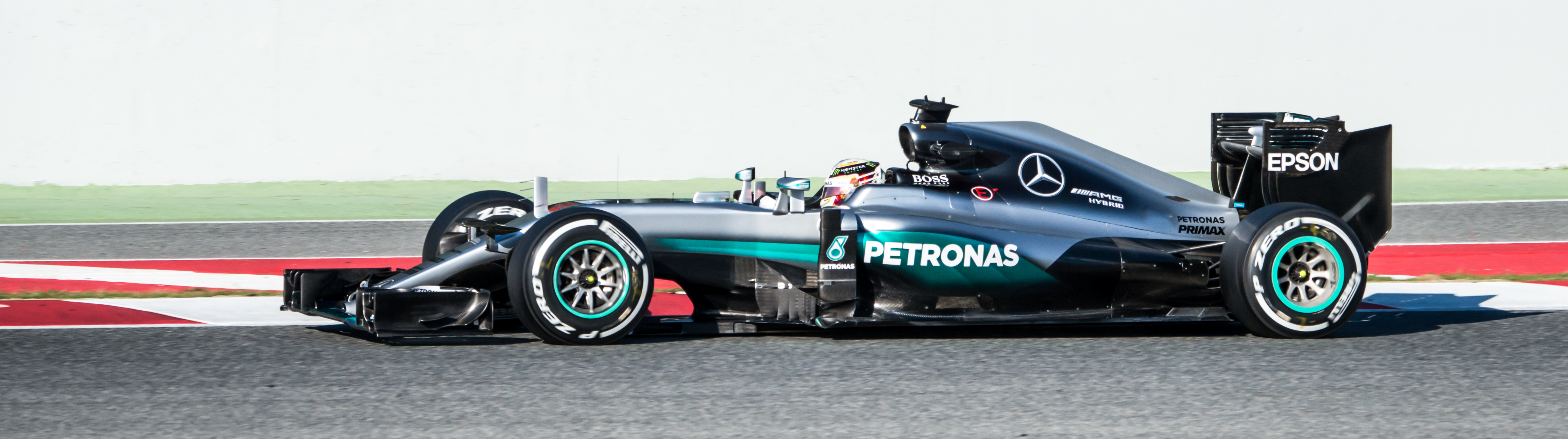
Hamilton alla guida della Mercedes F1 W07 Hybrid durante i test prestagionali

La Mercedes F1 W07 Hybrid è stata svelata per la prima volta il 19 febbraio 2016; in quest'occasione Rosberg e Hamilton hanno completato uno shakedown inaugurale durante un evento promozionale sul circuito di Silverstone. L'auto è stata guidata per un totale di 98,2 km. La F1 W07 Hybrid è stata lanciata ufficialmente online il 21 febbraio 2016, il giorno prima dell'inizio dei test inaugurali pre-stagionali del 2016. La F1 W07 Hybrid ha preso parte ai test pre-stagionali sul Circuit de Barcelona-Catalunya tra il 22 e il 25 febbraio e tra l'1 e il 4 marzo. Durante gli otto giorni di prova, l'auto ha completato 1294 giri e un totale di 6.024 km (3.743,1 mi), equivalenti a oltre 19 distanze di gara. L'auto è stata anche guidata dal campione della Serie GP3 2015 Esteban Ocon e dal pilota della Manor Pascal Wehrlein nelle prove durante la stagione.

### Stagione
In Australia la pole position è conquistata da Hamilton, seguito da Rosberg. In gara, dopo una grande battaglia con le Ferrari, a spuntarla è Rosberg, che precede Hamilton e Vettel, mentre Raikkonen si ritira. Le W07 Hybrid approfittano di una strategia che le fa fermare una volta in meno delle rosse che le avevano scavalcate alla partenza. Nelle gare successive la Mercedes continua a dominare, con tre vittorie di Rosberg in Bahrain, Cina e Russia e 2 podi di Hamilton. Dopo l'autoeliminazione dei due alfieri argento in Spagna.

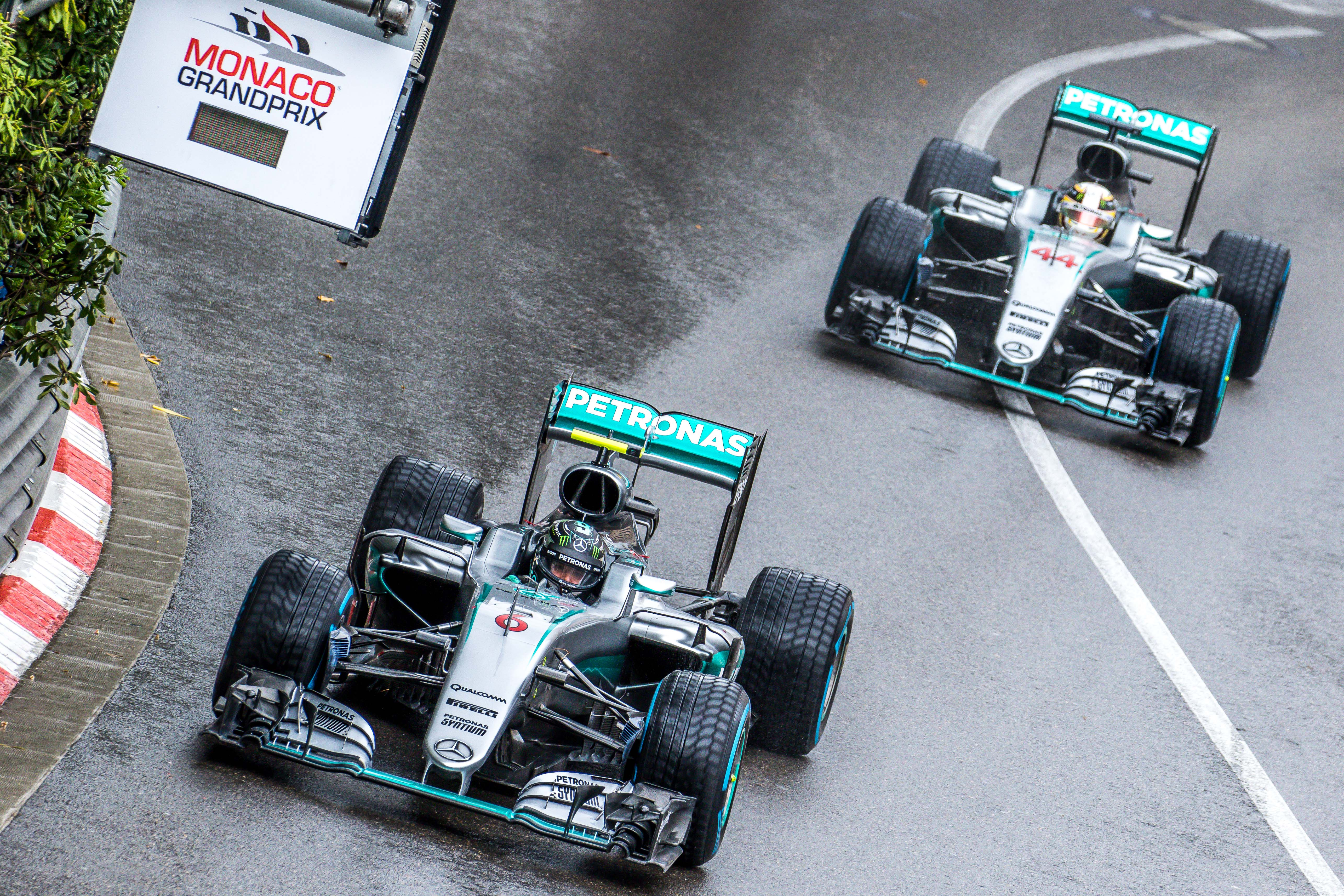
La battaglia tra le due Mercedes durante il Gran Premio di Monaco

Hamilton vince a Monaco sfruttando una grande strategia, Rosberg arriva solo settimo. Hamilton vince anche due settimane dopo in Canada, precedendo il ferrarista Sebastian Vettel (che ha sopravanzato grazie a una strategia più conservativa) e Valtteri Bottas, mentre Rosberg è quinto. Dopo la vittoria di Rosberg in Azerbaigian, Hamilton vince in Austria e Gran Bretagna, riducendo a solo 1 punto il distacco da Rosberg in campionato. Dopo la pausa estiva Rosberg infila una tripletta (Belgio, Italia s Singapore) e in Malesia arriva terzo, dove invece Hamilton si ritira per problemi alla PU. In Giappone Rosberg vince ancora con Lewis 3° (partito dalla pole) ed è a +33 sul compagno di squadra e diretto inseguitore in classifica.

#### Gare europee
Al nuovo Gran Premio d'Europa, Rosberg ottiene il suo secondo Grand Slam (pole, giro veloce, vittoria, primo per tutta la durata del GP), mentre Hamilton si qualifica decimo a causa di un errore alla chicane del castello che provoca la rottura della sua sospensione anteriore destra; in gara il pilota britannico arriva quinto anche a causa di una perdita di potenza.

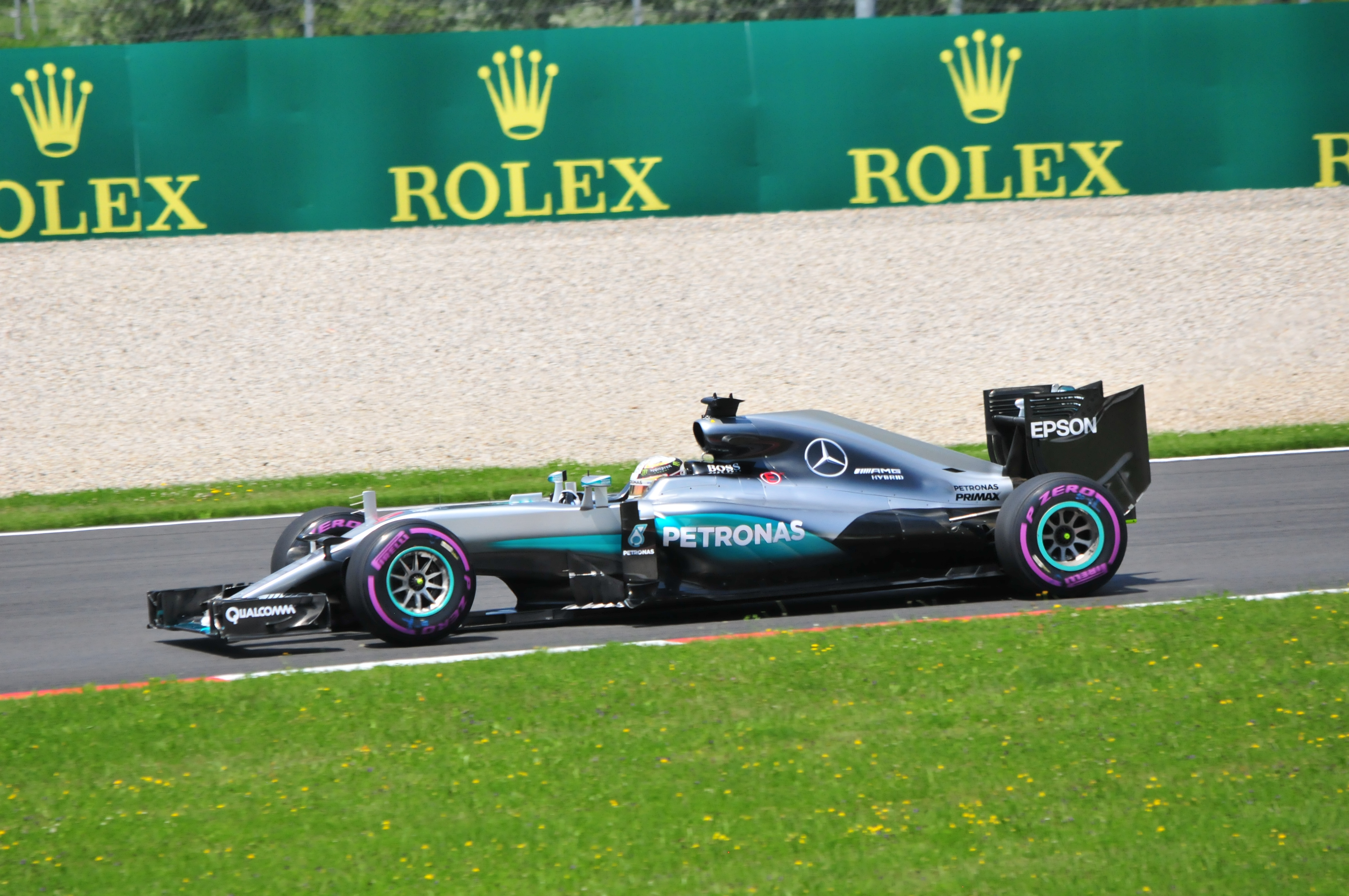
Lewis Hamilton durante il Gran Premio d'Austria

Durante il Gran Premio d'Austria, dopo una doppietta in qualifica con pole di Hamilton, i due piloti della Mercedes collidono al settantesimo giro: negli ultimi giri Hamilton si avvicina a Rosberg, attaccandolo proprio nell'ultima tornata: i due collidono alla Remus, con la vettura di Rosberg danneggiata all'alettone anteriore. Le due vetture si ritrovano vicine alla curva Schlossgold, con Hamilton che passa Rosberg, dopo un nuovo contatto fra le due monoposto. Rosberg è passato, nelle ultime curve, anche da Verstappen e Räikkönen e chiude così quarto. Il pilota britannico conquista la sua quarantaseiesima vittoria, e il suo decimo Hat Trick, ovvero vittoria, pole e giro veloce. Dopo tale episodio il team Mercedes introduce un nuovo regolamento per gestire i due piloti per evitare il ripetersi di incidenti. Hamilton conquista il Gran Premio di Gran Bretagna per la terza volta consecutiva (un record) partendo dalla pole, mentre il pilota tedesco della Stella a tre punte durante la gara ha un problema al cambio; gli ingegneri della Mercedes intervengono per radio suggerendo a Rosberg di resettare il cambio ed evitare di inserire la settima marcia. Questo aiuto costerà a Rosberg una penalità di dieci secondi che lo farà retrocedere in terza posizione alle spalle di Max Verstappen. In Ungheria Hamilton ottiene la sua quinta vittoria all'Hungaroring, superando così Rosberg (arrivato secondo) nella Classifica Piloti. A Hockenheim Hamilton ottiene la sua quarta vittoria consecutiva, mentre Rosberg a causa di una brutta partenza, nonostante la partenza dal primo posto, conclude al quarto posto. Con questo risultato, alla vigilia della pausa estiva, il pilota britannico precede il compagno di squadra di 19 punti.
In Belgio Hamilton parte in fondo alla griglia a causa della sostituzione di componenti del suo motore, mentre Rosberg conquista la pole position. Il pilota tedesco conquista anche la vittoria, la ventesima in carriera, rimanendo in testa dall'inizio alla fine della gara. Hamilton dopo una bella rimonta arriva sul gradino più basso del podio. A Monza Hamilton ottiene la pole ma in gara ha una brutta partenza e viene sopravanzato da diverse vetture, consentendo a Rosberg di ottenere la settima vittoria stagionale e la prima in carriera al Gran Premio d'Italia. Il pilota tedesco è distante da Hamilton nella Classifica Piloti di soli 2 punti. Con due terzi dei Gran Premi completati, la Mercedes ha un vantaggio di 208 punti sulla seconda, la Red Bull Racing nella Classifica Costruttori.

#### Gare extra-europee
Rosberg conquista il Gran Premio di Singapore sopravanzando Hamilton nella Classifica Piloti e tornando leader del Mondiale. È anche la terza vittoria consecutiva del pilota tedesco, che riesce a vincere così l'ottava gara della stagione, nonostante la minaccia di Daniel Ricciardo negli ultimi giri. Hamilton invece ha problemi ai freni per tutta la gara ma nonostante questo riesce a salire sul gradino più basso del podio.

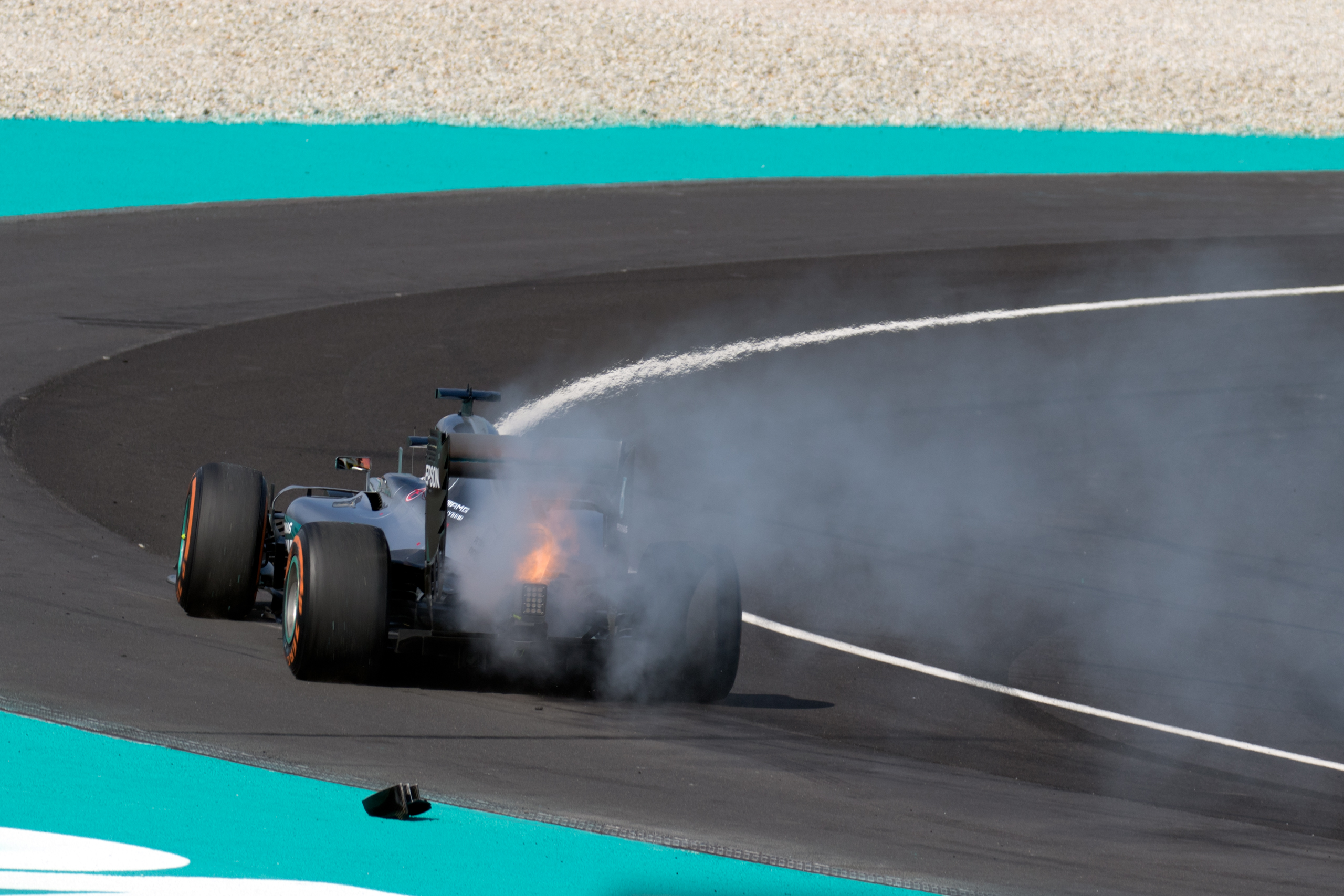
Lewis Hamilton è costretto al ritiro per la rottura del motore durante il Gran Premio della Malesia

In Malesia Hamilton mentre è in testa al Gran Premio ha una rottura al motore che lo costringe al ritiro. Rosberg finisce al diciassettesimo posto in partenza dopo un incidente con Sebastian Vettel, ma riesce a rimontare e a concludere la gara al terzo posto portando a 23 punti il vantaggio su Hamilton in campionato a cinque gare dal termine. A Suzuka Hamilton, che parte secondo ha una brutta partenza e si ritrova in ottava posizione; riesce a rimontare e a concludere al terzo posto, mentre Rosberg, partendo dalla prima piazza, dopo una buona partenza conquista la sua nona vittoria stagionale. Con questo risultato la Mercedes si assicura il terzo titolo Costruttori consecutivo.
Il pilota britannico della Mercedes conquista invece il successivo Gran Premio ad Austin partendo dalla pole. È la prima vittoria di Hamilton dopo la pausa estiva; inoltre con questo risultato Hamilton è il terzo pilota a centrare l'impresa della cinquantesima vittoria nel mondiale, dopo Alain Prost (51) e Michael Schumacher (91). Rosberg inizialmente perde la posizione venendo sopravanzato da Daniel Ricciardo; successivamente grazie ad una Virtual Safety Car riesce a riprendersi il secondo posto. È la quinta doppietta per il team Mercedes. In Messico Hamilton conquista la pole position con Rosberg che completa la prima fila della Mercedes nell'ultimo giro della qualifica superando Max Verstappen e Daniel Ricciardo: è la dodicesima prima fila Mercedes della stagione. Al via Hamilton tiene il comando della gara, ma va lungo alla prima staccata, conservando così il primato. Nico Rosberg resiste all'assalto di Max Verstappen con le due vetture che arrivano a contatto, ma possono proseguire non essendoci ingenti danni. Hamilton vince la sua ottava gara stagionale, mentre Rosberg che riesce a resistere agli attacchi di Max Verstappen conclude secondo completando così l'uno-due Mercedes. Con questa vittoria Hamilton eguaglia Alain Prost per Gran Premi conquistati. La Mercedes ottiene il nuovo record di vittorie, in una stessa stagione, per un costruttore: 17. La Mercedes F1 W07 diventa così una delle monoposto più vincenti nella storia del mondiale di F1.

## Record in Formula 1
La Mercedes F1 W07 Hybrid detiene i seguenti record:
- Maggior numero di pole position in una stagione con la più alta percentuale: 20 Pole Positions (95.2%)
- Maggior numero di podi in una stagione: 33 podi

## Piloti
| Piloti ufficiali       | Piloti ufficiali | Piloti ufficiali |
| Nazione                | Nome             | Numero           |
| ---------------------- | ---------------- | ---------------- |
| Germania (bandiera)    | Nico Rosberg     | 6                |
| Regno Unito (bandiera) | Lewis Hamilton   | 44               |
| Piloti di riserva      |                  |                  |
| Nazione                | Nome             | Nome             |
| Germania (bandiera)    | Pascal Wehrlein  | Pascal Wehrlein  |

## Risultati F1
| Anno | Team     | Motore                    | Gomme | Piloti   |   |   |   |   |     |   |   |   |   |   |   |   |   |   |   |     |   |   |   |   |   | Punti | Pos. |
| ---- | -------- | ------------------------- | ----- | -------- | - | - | - | - | --- | - | - | - | - | - | - | - | - | - | - | --- | - | - | - | - | - | ----- | ---- |
| 2016 | Mercedes | Mercedes PU106C Hybrid V6 | P     | Rosberg  | 1 | 1 | 1 | 1 | Rit | 7 | 5 | 1 | 4 | 3 | 2 | 4 | 1 | 1 | 1 | 3   | 1 | 2 | 2 | 2 | 2 | 765   | 1º   |
| 2016 | Mercedes | Mercedes PU106C Hybrid V6 | P     | Hamilton | 2 | 3 | 7 | 2 | Rit | 1 | 1 | 5 | 1 | 1 | 1 | 1 | 3 | 2 | 3 | Rit | 3 | 1 | 1 | 1 | 1 | 765   | 1º   |